# Verdrag tot oprichting van de Europese Economische Gemeenschap

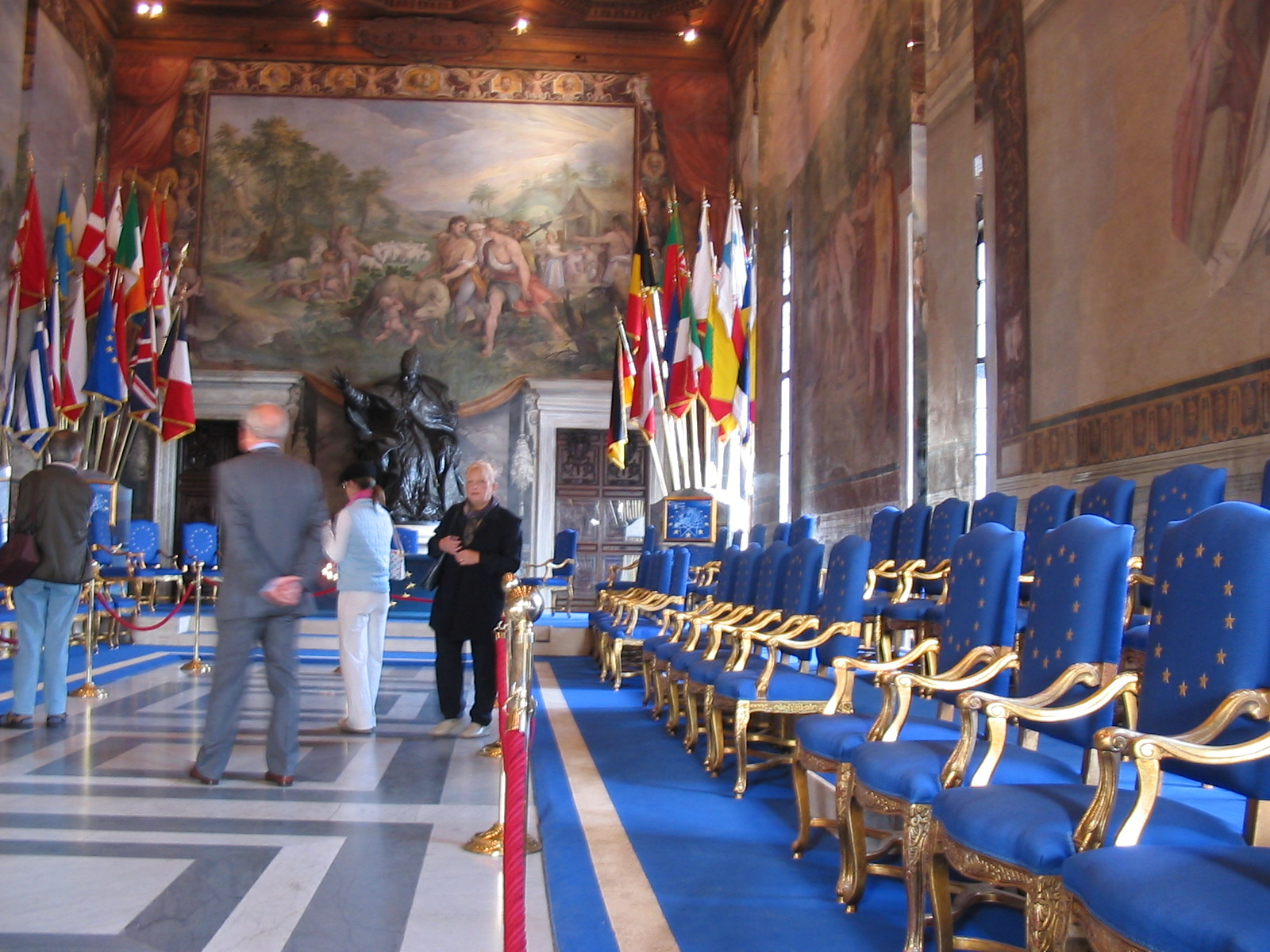
De zaal in de Capitolijnse musea in Rome waar het verdrag ondertekend werd

Het Verdrag tot oprichting van de Europese Economische Gemeenschap of ook wel Verdrag van Rome werd in 1957 gesloten. Het was een verdrag waarmee de Europese Economische Gemeenschap (EEG) gevestigd werd, de belangrijkste voorloper van de Europese Unie.
De zes landen die het verdrag sloten waren België, Nederland, Luxemburg, West-Duitsland, Frankrijk en Italië. Deze landen hadden zes jaar eerder al het verdrag van Parijs ondertekend ter oprichting van de Europese Gemeenschap voor Kolen en Staal (EGKS).
Het verdrag van Rome breidde de economische samenwerking uit tot alle sectoren van de economie. De nadruk lag evenwel lange tijd op een eenvormig stelsel van landbouwsubsidies. Er kwam een tolvrije regio met gemeenschappelijke buitengrenzen, een douane-unie, een uniform gebied zonder binnengrenzen, maar met gemeenschappelijke buitengrenzen voor derden.
De Verdragen van Rome zijn het bovenstaande verdrag ter oprichting van de EEG en het gelijktijdig gesloten verdrag ter oprichting van de Europese Gemeenschap voor Atoomenergie (Euratom) bedoeld. Euratom was bedoeld voor het beheer van gemeenschappelijke ontwikkeling van kernenergie (voor vreedzame doeleinden). Euratom fuseerde in 1967 met de EEG en de EGKS tot de Europese Gemeenschappen.

## Geschiedenis
Het Verdrag van Rome werd officieel ondertekend op 25 maart 1957 en trad in werking op 1 januari 1958.
Het verdrag werd ondertekend door:
- Paul-Henri Spaak en Jean-Charles Snoy et d'Oppuers namens België.
- Konrad Adenauer en Walter Hallstein namens de Bondsrepubliek Duitsland.
- Christian Pineau en Maurice Faure namens Frankrijk.
- Antonio Segni en Gaetano Martino namens Italië.
- Joseph Bech en Lambert Schaus namens Luxemburg.
- Joseph Luns en Hans Linthorst Homan namens Nederland.

Het voorwoord werd geschreven door de Franse (toen nog ambtenaar en schrijver, later ook politicus en diplomaat) Jean-François Deniau die ook betrokken was bij de totstandkoming van het Verdrag van Rome.
Bij het Verdrag van Maastricht van 1992 werd de naam van de Europese Economische Gemeenschap veranderd in Europese Gemeenschap. Sindsdien stond het verdrag bekend onder de naam Verdrag tot oprichting van de Europese Gemeenschap ofwel het EG-(oprichtings)verdrag. Door de wijzigingen van het Verdrag van Lissabon van 2007 werd het verdrag in 2009 vervangen door het Verdrag betreffende de werking van de Europese Unie.

### Blanco verdrag
Op 22 maart 2007 werd door hoogleraar Europese politiek aan de Universiteit Gent, Hendrik Vos, bekendgemaakt dat de ondertekening van het Verdrag van Rome op 25 maart 1957 eigenlijk op 180 pagina's blanco papier werd gedaan. De onthulling kwam op de vijftigste verjaardag van de ondertekening van het verdrag. In een Vlaamse radio-uitzending maakte de professor bekend dat de periode die voorafging aan de geplande ondertekening nogal hectisch was.
De problemen begonnen al bij het overbrengen van de ruwe teksten per trein van Brussel naar Rome. Achter de passagierstrein hing een goederenwagon waarin alle documenten werden getransporteerd. De Zwitserse spoorwegpolitie vond de goederenwagon verdacht en koppelde de wagon los, aldus Vos. Pas in Italië zou blijken dat het verdrag in Zwitserland was achtergebleven.
De wagon kwam met vertraging aan in Rome, waar de onderhandelaars nog de laatste hand moesten leggen aan de teksten. Dat ging toen nog heel ambachtelijk, zonder computers, en de teksten kwamen niet af.
Tientallen bedienden werden uit Luxemburg overgebracht om mee te werken, maar ook dat bleek niet voldoende. Ten einde raad schakelden de onderhandelaars studenten in die aan de universiteit van Rome studeerden. Maar ook zij vertraagden het proces: ze gingen in staking omdat ze een hogere vergoeding wilden voor hun vertaal- en typewerk, aldus Vos.
De ondertekening van het Verdrag van Rome kon evenwel niet worden uitgesteld. De datum lag vast. De zaal was gereserveerd en er was een receptie gepland. De tekst belandde uiteindelijk op het nippertje bij de drukker, maar hij miste de streefdatum. Op de plechtige ceremonie werden geen echte teksten maar blanco bladzijden ondertekend.

### Stars Of Europe
Het 50-jarig bestaan van het verdrag werd op 24 maart 2007 gevierd met een groot popconcert aan het Atomium in Brussel. Het evenement werd georganiseerd door de VRT en RTBF. 60000 toeschouwers konden het gebeuren live volgen. Het popconcert werd wereldwijd uitgezonden en bereikte een half miljard mensen. Volgende Europese artiesten waren van de partij: Zucchero, Axelle Red, Maurane, Simply Red, Scala, Laurent Voulzy, Scorpions, Hooverphonic, Helmut Lotti, Ozark Henry, Kate Ryan, Kim Wilde, Miguel Angel Muñoz, Les Gipsy Kings, Nâdiya, Lou Bega, Nana Mouskouri, Las Ketchup, Maria Ilieva en Cerrone sloot het gebeuren af.

### Tijdlijn
Tijdlijn met daarin de evolutie van de structuren van de Unie
|                          |                                        |                                                          |                                                          |                                                          |                                                          |                           |                           |                    |      |          |      |
| 1948                     | 1952                                   | 1958                                                     | 1967                                                     | 1987                                                     | 1993                                                     | 1993                      | 1999                      | 2002               | 2003 | 2009     | 2011 |
| Brussel                  | EGKS                                   | EEG / Euratom                                            | Fusieverdrag                                             | Europese Akte                                            | EU-Verdrag                                               | EU-Verdrag                | Amsterdam                 |                    | Nice | Lissabon |      |
|                          |                                        |                                                          | Europese Gemeenschap voor Kolen en Staal (EGKS)          |                                                          |                                                          |                           |                           |                    |      |          |      |
|                          |                                        | Europese Gemeenschap voor Atoomenergie (EURATOM)         |                                                          |                                                          |                                                          |                           |                           |                    |      |          |      |
|                          | Europese Economische Gemeenschap (EEG) | Europese Economische Gemeenschap (EEG)                   | → P Ĳ L E R S →                                          |                                                          | Europese Gemeenschap (EG)                                | Europese Gemeenschap (EG) | Europese Gemeenschap (EG) | Europese Unie (EU) |      |          |      |
|                          | ↑Europese Gemeenschappen↑              | ↑Europese Gemeenschappen↑                                | ↑Europese Gemeenschappen↑                                | Justitie & Binnenlandse Zaken (JBZ)                      | Europese Gemeenschap (EG)                                | Europese Gemeenschap (EG) | Europese Gemeenschap (EG) | Europese Unie (EU) |      |          |      |
|                          |                                        | Politiële & justitiële samenwerking in strafzaken (PJSS) | → P Ĳ L E R S →                                          |                                                          |                                                          |                           |                           | Europese Unie (EU) |      |          |      |
|                          | Europese politieke samenwerking (EPS)  | Gemeenschappelijk buitenlands & veiligheidsbeleid (GBVB) | Gemeenschappelijk buitenlands & veiligheidsbeleid (GBVB) | Gemeenschappelijk buitenlands & veiligheidsbeleid (GBVB) | Gemeenschappelijk buitenlands & veiligheidsbeleid (GBVB) |                           |                           | Europese Unie (EU) |      |          |      |
|                          | Europese politieke samenwerking (EPS)  |                                                          |                                                          |                                                          |                                                          |                           |                           | Europese Unie (EU) |      |          |      |
| West-Europese Unie (WEU) |                                        |                                                          |                                                          |                                                          |                                                          |                           |                           | Europese Unie (EU) |      |          |      |
|                          |                                        |                                                          |                                                          |                                                          |                                                          |                           |                           |                    |      |          |      |